# Socha svatého Prokopa (Dlouhá Třebová)
Pískovcová socha svatého Prokopa od neznámého autora se od roku 1864 nalézá v ulici U Prokopa v městečku Dlouhá Třebová v okrese Ústí nad Orlicí. Socha je od roku 1958 chráněna jako nemovitá kulturní památka ČR.

## Popis
Pískovcová socha svatého Prokopa se nalézá na prostranství vysypaném kačírkem a odděleném od ulice ozdobnou kovovou mříží.
Na prostranství se nachází nízký hranolový nahoře okosený podstavec. Na jeho čelní straně se nalézá neumělý nápis: „orodug za nás/ swati Prokope abichom / hodni bili zaslibeni Kristowih“. Vzadu na hladké straně soklu je nápis: " TATO Statuge gest / Wizdwižena na/ kladem nabožnih / dobrodincuv obce / dlauhe Střebowi / leta Pane: 1864 / dne 14 Čerwna. / WS. Nad tím na římse iniciály J.I. a WS.
Na podstavci stojí užší pilíř, zakončený nahoře profilovanou římsou, ve které je upevněna lucerna. Čelní strana pilíře je ozdobena vystouplým rámečkem, ve kterém se nachází reliéf svatého Jana Nepomuckého.
Na profilované římse stojí na nízkém podstavci socha svatého Prokopa v biskupském oděvu s mitrou. Hlavu má mírně nakloněnou doleva, v levé ruce drží otevřenou knihu, pravou polozdviženou rukou se opírá o berlu, opřenou o hlavu ďábla, který mu leží na pravé straně u nohou. Světec pravou, mírně přikrčenou nohou stojí na zádech ďábla.
Socha prošla v roce 1992 restaurováním.
Nedaleko sochy je bývalá studánka, roubená z opukové rovnaniny. Pomník byl v minulosti několikrát obnovován a rekonstruován. Každoročně se k této soše konala a stále konají procesí.

## Galerie

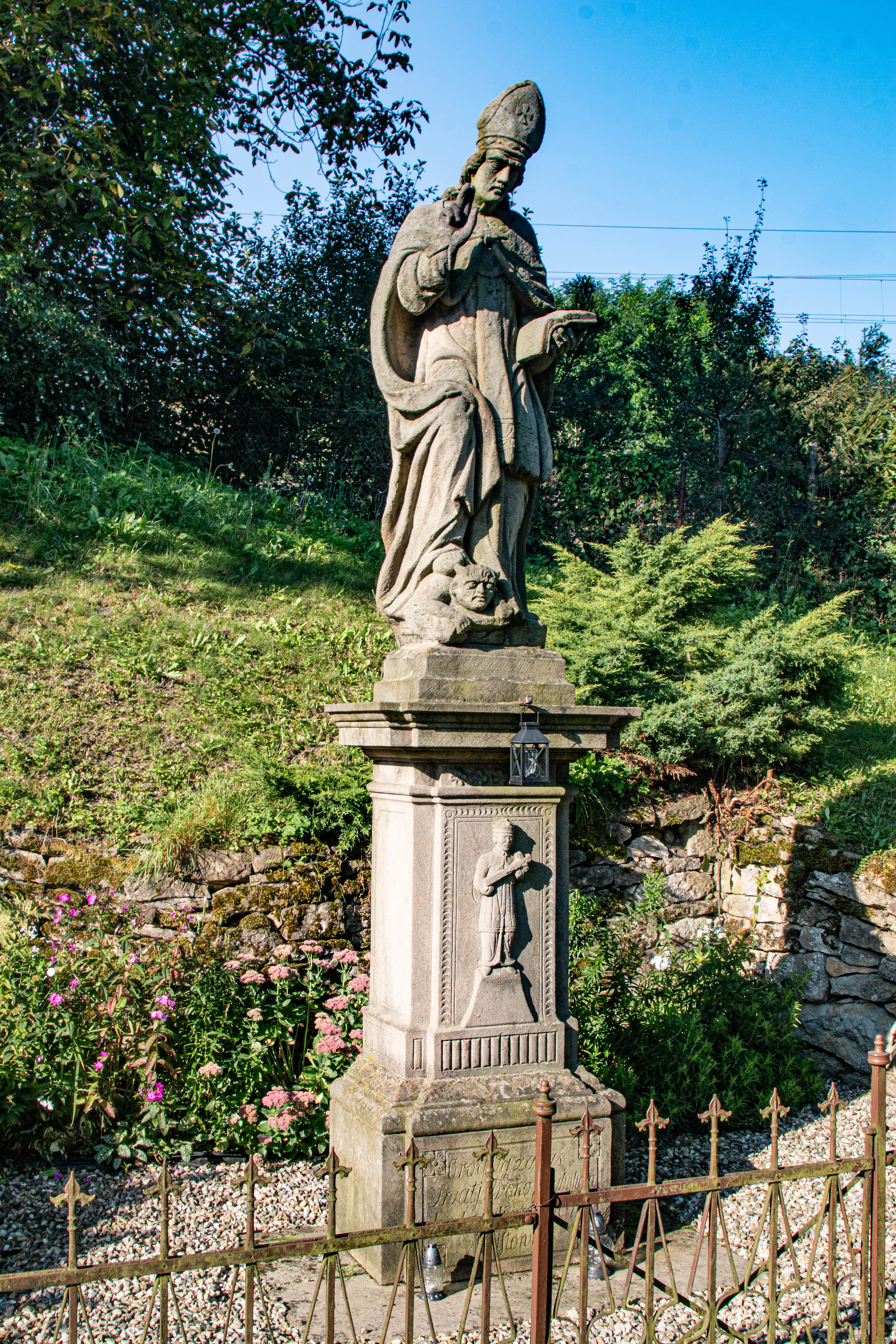
socha svatého Prokopa v roce 2023